# Wolfgang Strengmann-Kuhn

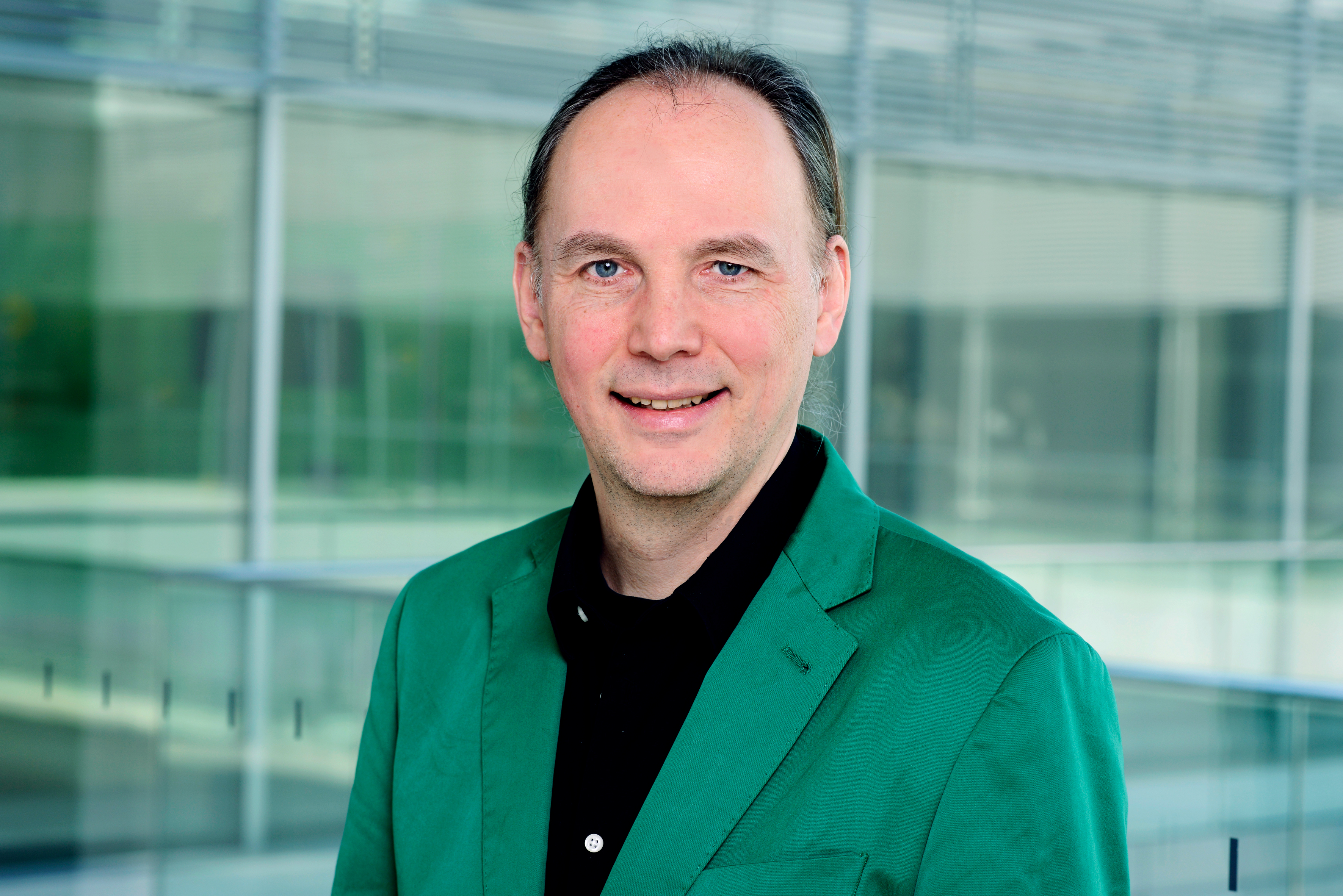
Wolfgang Strengmann-Kuhn (2020)

Wolfgang Strengmann-Kuhn (* 20. Mai 1964 in Dinslaken) ist ein deutscher Politiker (Bündnis 90/Die Grünen). Er war von 2008 bis 2013 und von 2014 bis 2025 Mitglied des Deutschen Bundestages.

## Leben und Beruf
Wolfgang Strengmann-Kuhn ist Sohn eines Stahlkochers und wuchs im Ruhrgebiet auf. Nach dem Abitur absolvierte Strengmann-Kuhn ein Studium der Volkswirtschaftslehre an der Universität Bielefeld, das er 1992 als Diplom-Volkswirt abschloss. Anschließend war er von 1993 bis 1995 wissenschaftlicher Mitarbeiter an der Fakultät für Soziologie der Universität Bielefeld, von 1995 bis 2000 am Fachbereich Wirtschaftswissenschaften der Johann Wolfgang Goethe-Universität in Frankfurt am Main und von 2001 bis 2003 an der Fakultät für Wirtschafts- und Sozialwissenschaften der Universität Hohenheim.
Wolfgang Strengmann-Kuhn ist verheiratet und Vater von zwei Kindern.

## Wissenschaft
2002 promovierte Wolfgang Strengmann-Kuhn zum Dr. rer. pol. an der Universität Frankfurt am Main mit der Arbeit Armut trotz Erwerbstätigkeit – Analysen und sozialpolitische Konsequenzen. Für diese Dissertation erhielt er den Forschungspreis der Josef-Popper-Nährpflicht-Stiftung.
In den Wintersemestern 2000/01, 2002/03 und 2003/04 war Strengmann-Kuhn Lehrbeauftragter für Sozialpolitik und von 2004 bis 2006 wissenschaftlicher Assistent des Fachbereichs Wirtschaftswissenschaften der Goethe-Universität Frankfurt am Main. Dort habilitierte er sich 2006 mit der Arbeit Essays on Poverty and Income Using a Life-Cycle Perspective. Anschließend war er Privatdozent und von 2007 bis 2008 war er auch Lehrstuhlvertreter der Professur für Labor Economics an der Universität Frankfurt.
Seit Oktober 2024 ist er Gesellschafter der ISÖ (Institut für Sozialökologie) gGmbH.
Er ist Mitglied im Ausschuss für Sozialpolitik des Vereins für Socialpolitik, in der International Association for Research on Income and Wealth (IARIW) und beim European Institute for Social Security (EISS).

## Partei
Wolfgang Strengmann-Kuhn trat 1981 den Grünen bei. Friedensbewegung, Anti-AKW-Bewegung und die Debatte über Grenzen des Wachstums hatten ihn zu den Grünen geführt. Wolfgang Strengmann-Kuhn war 2000 bis 2002 Mitglied im Sprecherrat von BasisGrün, Initiator der Diskussionsreihe der Frankfurter Grünen „Der Grüne Tisch“ im Club Voltaire und von 2002 bis 2006 Sprecher der Landesarbeitsgemeinschaft Sozialpolitik der hessischen Grünen.
Strengmann-Kuhn ist insbesondere bekannt als Befürworter eines bedingungslosen Grundeinkommens und engagiert sich im Grünen Netzwerk Grundeinkommen.

## Abgeordneter

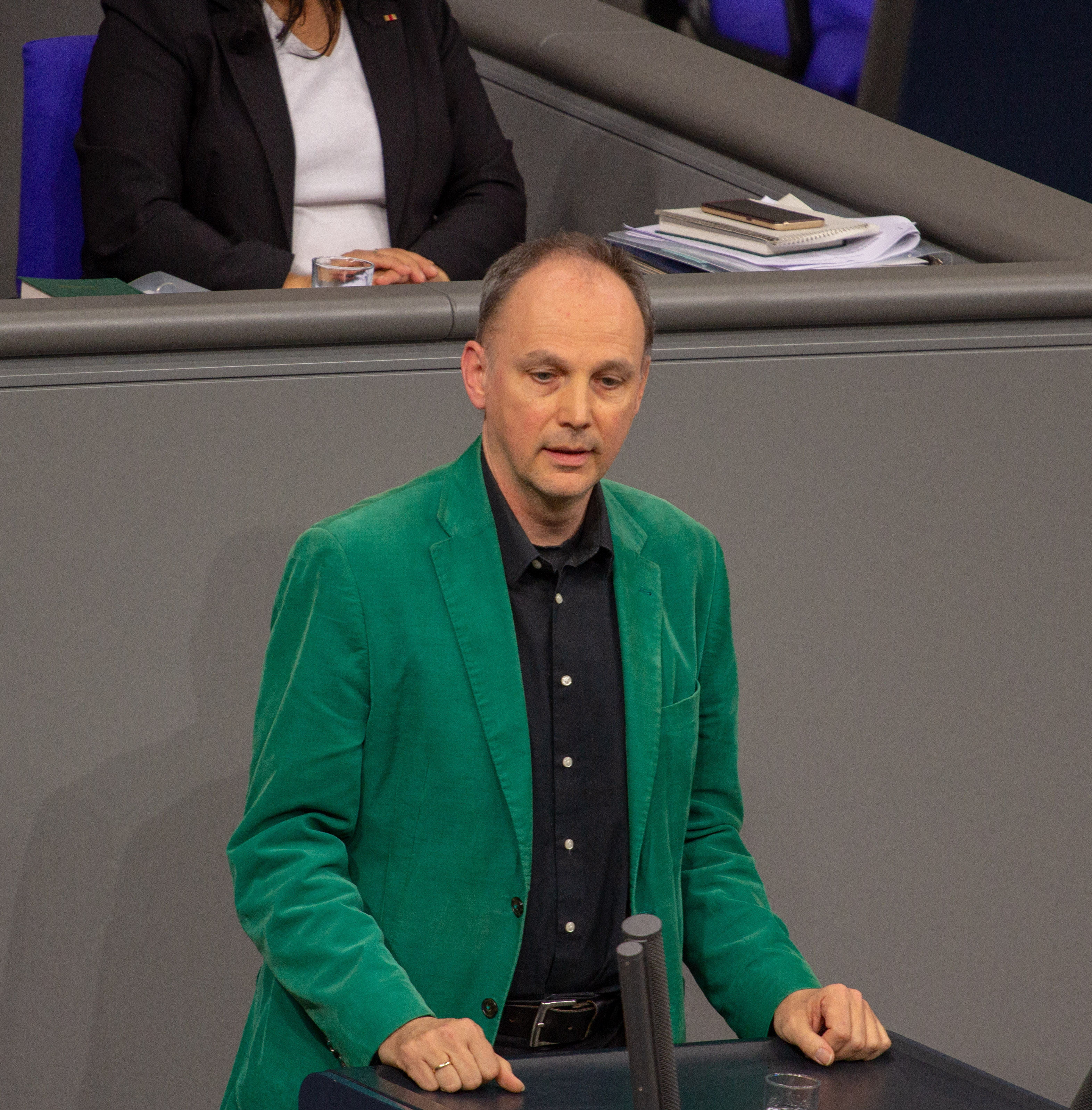
Wolfgang Strengmann-Kuhn, 2019 im Deutschen Bundestag

Wolfgang Strengmann-Kuhn war vom 4. Januar 2008 bis 2013 hessischer Abgeordneter des Deutschen Bundestages für die Fraktion Bündnis 90/Die Grünen. Er rückte nach für die ausgeschiedene Abgeordnete Margareta Wolf über die Landesliste Hessen und wurde Sprecher für Außenwirtschaftspolitik, ordentliches Mitglied im Wirtschaftsausschuss, stellvertretendes Mitglied im Ausschuss für wirtschaftliche Zusammenarbeit und Entwicklung und im Unterausschuss „Globalisierung und Außenwirtschaft“.
Bei der Bundestagswahl 2009 konnte er erneut über die Landesliste in das Parlament einziehen und übernahm das Amt des rentenpolitischen Sprechers der grünen Bundestagsfraktion. Er wurde Mitglied im Ausschuss für Arbeit und Soziales sowie im Petitionsausschuss.
Wolfgang Strengmann-Kuhn setzte sich für die Einführung einer Bürgerversicherung in allen Sozialversicherungszweigen und die Einführung eines bedingungslosen Grundeinkommens ein. Für die Bundestagsfraktion erarbeitete er federführend das Konzept der Grünen Garantierente.
Für die Bundestagswahl 2013 kandidierte Wolfgang Strengmann-Kuhn auf dem Listenplatz 6 der hessischen Grünen und als Direktkandidat im Wahlkreis Offenbach. Er schaffte es aufgrund des Wahlergebnisses seiner Partei nicht, über die Landesliste ein Mandat zu erringen. Ende Januar 2014 zog er als Nachrücker für Priska Hinz wieder in den Bundestag ein. Wolfgang Strengmann-Kuhn war von 2014 bis 2017 Sprecher für Sozialpolitik seiner Fraktion, Mitglied im Finanzausschuss, der Enquete-Kommission „Berufliche Bildung“ und im Europaausschuss und stellvertretendes Mitglied im Ausschuss für Arbeit und Soziales, Ausschuss für die Angelegenheiten der Europäischen Union, sowie im Parlamentarischen Beirat für nachhaltige Entwicklung.
Auf dem Listenplatz 4 der hessischen Grünen erlangte er bei der Bundestagswahl 2017 erneut ein Mandat als Abgeordneter des Deutschen Bundestages und war von 2017 bis 2021 Sprecher für Arbeitsmarktpolitik und Europäische Sozialpolitik.
Bei der Bundestagswahl 2021 zog er erneut über Listenplatz 4 der Landesliste der hessischen Grünen in den 20. Deutschen Bundestag ein. Dort fungierte er als Obmann der Grünen Bundestagsfraktion im Ausschuss Arbeit und Soziales und als stellvertretendes Mitglied im Finanzausschuss und dem Ausschuss für die Angelegenheiten der Europäischen Union.
Bei der Bundestagswahl 2025 trat Strengmann-Kuhn nicht erneut an.

## Politische Positionen
Am 3. Juni 2022 stimmte er als einer von vier Abgeordneten der Grünen-Fraktion im Bundestag gegen das Sondervermögen Bundeswehr.

## Weitere Tätigkeiten
Er ist Life Member des Basic Income Earth Network (BIEN) für ein Bedingungsloses Grundeinkommen. Zudem ist er Mitglied im Frankfurter Arbeitskreis Armutsforschung. Er ist Mitglied der Gewerkschaft ver.di.

## Veröffentlichungen (Auswahl)
- Jens-Peter Brune und Wolfgang Strengmann-Kuhn (Hrsg.): Menschenwürde und Existenzminimum. Schwabe Verlag, 2024. ISBN 978-3-7965-5105-5
- Wolfgang Strengmann-Kuhn und Dirk Jacobi: Die Grüne Bürgerrente gegen Altersarmut – garantiert für alle. In: Christoph Butterwegge, Gerd Bosbach und Matthias W. Birkwald (Hrsg.): Armut im Alter – Probleme und Perspektiven der sozialen Sicherung. Campus Verlag, 2012, ISBN 978-3593397528.
- Wolfgang Strengmann-Kuhn und Dirk Jacobi (Hrsg.): Wege zum Grundeinkommen. Bildungswerk Berlin der Heinrich-Böll-Stiftung, 2012, ISBN 978-3-927995-02-4 (bildungswerk-boell.de [PDF; 1,7 MB; abgerufen am 6. Juni 2016]).
- Wolfgang Strengmann-Kuhn und Michael Opielka: Das Solidarische Bürgergeld – Analyses einer Reformidee. Finanz- und sozialpolitische Analyse eines Reformkonzepts. Gutachten für die Konrad-Adenauer-Stiftung. In: Michael Borchard (Hrsg.): Das Solidarische Bürgergeld – Analysen einer Reformidee. (PDF; 823 kB) Lucius & Lucius, 2007, ISBN 978-3828203938.
- Wolfgang Strengmann-Kuhn (Hrsg.): Das Prinzip Bürgerversicherung. Die Zukunft im Sozialstaat. VS Verlag für Sozialwissenschaften, 2005, ISBN 978-3531145099.
- Wolfgang Strengmann-Kuhn: Armut trotz Erwerbstätigkeit. Analysen und sozialpolitische Konsequenzen. Campus, 2003, ISBN 978-3593370873.